# Istituto di studi politici
L'Istituto di studi politici (in francese: Institut d'Études Politiques; acronimo IEP o Sciences Po) è un tipo di facoltà (in francese, établissement public à caractère scientifique, culturel et professionnel) di scienze politiche, indipendente dalle Università, che rilascia un diploma universitario superiore. Di solito, la scolarità dipende da un concorso iniziale e non dai diplomi acquisiti in precedenza, per cui la selezione è severa.
Il più famoso è l'Istituto di studi politici di Parigi.
Ma ci sono anche 10 altri istituti in provincia:
- Istituto di studi politici di Aix-en-Provence;
- Istituto di studi politici di Rennes;
- Istituto di studi politici di Lione;
- Istituto di studi politici di Strasburgo;
- Istituto di studi politici di Bordeaux;
- Istituto di studi politici di Tolosa;
- Istituto di studi politici di Lille;
- Istituto di studi politici di Grenoble;
- Istituto di studi politici di Saint-Germain-en-Laye;
- Istituto di studi politici di Fontainebleau.

| Controllo di autorità | VIAF (EN) 145358857 · LCCN (EN) n2005074147 · J9U (EN, HE) 987007582859505171 |